# Apocopă
În lingvistică, termenul apocopă (< fr  apocope, cf. la  apocopa, el  ἀποκοπή apokope < apo- „afară” + koptein „a tăia”), preluat din retorică, este o schimbare fonetică ce constă în căderea unui segment de la sfârșitul unui cuvânt. Poate fi vorba de un sunet sau de un grup de sunete.

## Apocopa în evoluția cuvintelor
Apocopa este unul din fenomenele prin care se explică forma actuală pe care o are un cuvânt față de cea a cuvântului din care provine. Iată exemple în câteva limbi.
În limba română, forma de infinitiv a verbelor a pierdut prin apocopă segmentul -re de la sfârșitul infinitivului latinesc, ex. cantare > cânta, dormire > dormi. Același fenomen a avut loc și în dialecte italice, de exemplu în Liguria: cantare > cantà.
În limba engleză, contrastul dintre forme verbale în limba proto-germanică, mai scurte în engleza veche, apoi și mai scurte în engleza modernă se datorează în mare parte unei succesiuni de apocope, ex. proto-germanică *beranan > engleza veche beran > engleza modernă bear „a purta”.
În limba italiană standard, cuvinte ca bontà „bunătate” sau virtù „virtute” provin în urma apocopei silabei finale a cuvintelor bontade sau bontate, respectiv virtude sau virtute.

## Apocopa și formarea de cuvinte
Derivarea regresivă poate fi considerată o formă de apocopă. Constă în formarea unui cuvânt nou prin suprimarea unui sufix. Exemple în română sunt formarea de substantive prin suprimarea sufixului de infinitiv al unor verbe (ex. auzi > auz), sau suprimarea desinenței de nominativ-acuzativ singular a unor substantive feminine nume de fructe, având ca rezultat forma lor de masculin pentru numele de pomi fructiferi, ex. nucă > nuc.
Formarea de substantive prin derivare regresivă din verbe se găsește și în limba franceză, ex. attaquer „a ataca” > attaque „atac”.
În limba maghiară s-au format substantive nu numai prin suprimarea unor sufixe verbale, ci și a unor terminații crezute în mod fals a fi asemenea sufixe. De pildă s-au format mai întâi verbe onomatopeice, apoi, prin apocopa unui segment de la sfârșitul radicalului lor au rezultat substantive, ex. füttyent „a fluiera” > fütty „fluierat” (acțiunea). Fenomenul a afectat și împrumuturi. De la unele verbe de origine slavă s-au format de asemenea, după integrarea lor, substantive prin apocopa unui segment de la sfârșitul lor, ex. slavă kopati „a săpa” > kapál „a prăși” > kapa „sapă”.
În această limbă, în perioada numită a „reînnoirii limbii” (prima jumătate a secolului al XIX-lea) au fost formate cuvinte prin apocopă în mod conștient, de către cărturari. Procedau prin tăierea unui sufix sau a unei terminații de cuvânt împrumutat crezute a fi un sufix. Unele din aceste cuvinte nu s-au încetățenit, dar altele sunt prezente și în limba actuală. Exemple: pír „roșeață” < piros „roșu”, cím „titlu” < címer „blazon” < fr  cimier „ornament de cască”.

## Apocopa și fluența vorbirii
Pentru a face vorbirea cât mai fluentă, eventual mai rapidă, vorbitorul recurge uneori la scurtarea unor cuvinte prin apocopă. În această privință sunt de luat în seamă două aspecte: scurtarea unor cuvinte autonome și scurtarea unor cuvinte neautonome, clitice.

### Cuvinte autonome
Unele cuvinte cu sens noțional se scurtează astfel, încât cuvântul rezultat nu se leagă de un cuvânt învecinat, ci rămâne autonom din punct de vedere prozodic, având o silabă accentuată. Cuvântul inițial își pierde mai mult sau mai puțin din gradul de folosire, eventual distribuția variantelor fiind după registrul de limbă.
În limba franceză s-au format prin apocopă cuvintele métro „metrou” (< métropolitain), cinéma (< cinématographe) etc., în registrul familiar, apoi au intrat în registrul curent al limbii. Aceste cuvinte au fost împrumutate de alte limbi, printre care româna. Alt cuvânt francez format prin apocopă, auto < automobile este deja învechit în limba actuală, dar a fost împrumutat de alte limbi, în care este actual: de  Auto, it  auto, hu  autó, hr  auto.
În română se găsesc apocope de acest gen în varietăți nestandard ale limbii. Cuvinte cu căderea segmentului de după silaba accentuată există în graiul maramureșean, la vocativul numelor de persoane comune și proprii (ex. mătu! < mătușă) sau în domeniul verbului, forme fără sufix la indicativ și la conjunctiv prezent: găzduie vs. găzduiește, să găzduie vs. să găzduiască; grăie vs. grăiește, să grăie vs. să grăiască. Există și apocope limitate la registrul familiar, ex. las’ să fie, Un’ te duci?, făr’ să-mi spui, pân’ la tine.
În registrele familiar și popular românești sunt cuvinte scurtate prin apocopă care își păstrează accentul și sunt legate de cuvântul următor, care, de regulă, nu este accentuat, formând un singur cuvânt prozodic, ex. ta-tu < tată-tău, sor-ta < soră-ta. Sunt și cazuri în care ambele cuvinte sunt accentuate, ex. Iac-așa! < Iacă așa! În ortografia românească, apocopa se marchează prin cratimă sau prin apostrof.
În limba italiană, exemple similare cu precedentul sunt sant’Antonio „sfântul Anton” (< santo) și sant’Agata „sfânta Agata” (< santa).
În maghiară sunt de asemenea apocope standard și nestandard. Din prima categorie se poate aminti conjuncția hisz „căci”, din varianta hiszen. Din registrul popular face parte cuvântul bá „nea” < bácsi „nene”. Exemple din registrul familiar sunt tulaj < tulajdonos „proprietar”, labor < laboratórium „laborator”, irtó < irtózatos „groaznic”.
În limbi în a căror ortografie predomină principiul etimologic sunt apocope în limba vorbită față de cea scrisă.
În limba engleză, de exemplu, nu se pronunță uneori, în cuvinte autonome, sunete finale de cuvânt pronunțate într-o perioadă veche a limbii, și este păstrată numai redarea lor în scris. Poate fi vorba de o vocală (ex. come [kʌm] „a veni”) sau de o consoană: comb [kəʊm] „pieptăn”.
Același fenomen se întâlnește și în franceză. În varietatea standard cade în majoritatea cazurilor vocala [ə], scrisă e (ex. une table en bois [yntablɑ̃bwa] „o masă de lemn”), dar nu și regional, în sudul Franței: Elle m’a dit qu’elle viendrait le lendemain à sept heures [ɛləmadikɛləvjɛndʁeləlandəmɛŋasɛtœʁə] „(Ea) mi-a spus că va veni a doua zi la ora șapte”. Cu cât registrul de limbă este mai puțin elevat, cu atât căderea lui [ə] este mai frecventă, ceea ce este valabil pentru nordul Franței, ex. Je trouve que ce livre est pas mal [ʃtʁuvkslivʁepamal] „Cartea asta nu mi se pare rea”.
În această limbă cad mai sistematic decât în engleză, în majoritatea cazurilor, consoanele finale scrise, precum și unele grupuri de consoane finale, ex. nez [ne] „nas”, tabouret [taburɛ] „taburet”, corps [kɔːr] „corp”, longtemps [lɔ̃tɑ̃] „multă vreme” etc. Nu se pronunță nici desinențe și părți de desinențe verbale, care în scris pot fi din una până la trei litere: je pense „(eu) gândesc”, tu penses „gândești”, ils/elles pensent „(ei/ele) gândesc”. Toate aceste forme verbale se pronunță [pɑ̃s].

### Cuvinte neautonome
Există și apocopă fenomen de fonetică combinatorie, ce ține de tratarea unor cuvinte ca făcând parte din cuvântul care îl precede sau îl urmează. Aceste cuvinte sunt clitice, care nu poartă accent.
Sunt asemenea cuvinte în vorbirea engleză rapidă, de exemplu, a căror consoană finală cade, dar rămâne redată în scris, în sintagme frecvent folosite, unele chiar fixe, ex. and [ən] în snakes and ladders „șerpi și scări” (numele unui joc) sau of [ə] în a cup of tea „o ceașcă de ceai”. Aceste sunete sunt totuși pronunțate în alte situații.
O formă de apocopă ce afectează finala vocalică a unor clitice, și este marcată în scris, este numită eliziune sau elidare. Un asemenea clitic formează un singur cuvânt prozodic cu un cuvânt cu vocală inițială, de care se leagă, și care poartă accentul. Și eliziunea poate fi un fenomen standard sau nestandard, iar în standard poate fi obligatorie sau facultativă.
În română, eliziunea este totdeauna standard. Este obligatorie la pronumele personale și reflexive clitice în contact cu verbul auxiliar a avea, ex. m-am străduit (< mă), s-au înțeles (< se). Nu este obligatorie de pildă la conjuncția că. Bunăoară, în vorbirea rapidă se zice A zis c-a terminat lucrarea, dar în una mai lentă – A zis că a terminat….
În franceza standard, eliziunea este mai sistematică și mai frecventă decât în română. Este obligatorie la cliticele terminate în e: articol hotărât (l’ami „prietenul” < le), pronume personal neaccentuat (on t’attendra „te vom aștepta” < te), pronume reflexiv neaccentuat (elle s’énerve „(ea) se enervează” < se), pronume demonstrativ (c’est „asta este” < ce), cuvânt negativ (il n’a rien dit „(el) n-a spus nimic” < ne), prepoziție (d’eau „de apă” < de) etc. Cade și a de la articolul hotărât și pronumele personal la (l’Europe „Europa”), precum și i de la conjuncția si, înaintea lui i: s’il fait beau „dacă e timp frumos”. Există și eliziuni nestandard, de exemplu a pronumelui personal tu (t’as dit < tu as dit „ai spus”) sau a pronumelui relativ qui: celui qu’a dit ça < celui qui a dit ça „cel care a spus asta”.

## Segmente afectate de apocopă
Pot fi supuse apocopei sunete singure, vocale sau consoane, și grupuri de sunete care constituie sau nu o silabă, și chiar mai mult de o silabă.
Vocală neaccentuată, în special în eliziune:
ro  m-am străduit < mă;
fr  j’aime „(eu) iubesc” < je;
it  sant’Antonio „sfântul Anton” < santo;
en  (ic) singe (engleza veche) > (I) sing (engleza modernă) „(eu) cânt”.
Consoană:
fr  nid [ni] „cuib”;
en  comb [kəʊm] „pieptăn”;
hu  kapál „a prăși” > kapa „sapă”.
Grup de sunete:
ro  Un’ te duci? < unde (o silabă);
it  bontà ’bunătate’ < bontade (o silabă);
fr  ''métro „metrou” < métropolitain (trei silabe), ils/elles pensent [pɑ̃s] „(ei/ele) gândesc” (desinență, parte de silabă);
hu  hisz „căci” < hiszen (parte de silabă).